# قائمة رؤساء وزراء البنغال الغربية

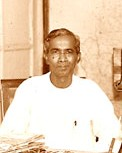
أول رئيس وزراء لولاية البنغال الغربية منذ الاستقلال برافولا شاندرا غوش في عام 1947

شعار الدولة في الهند. خضعت ولاية البنغال الغربية للحكم الرئاسي في أربع مناسبات كلها بين عامي 1968 و1977.

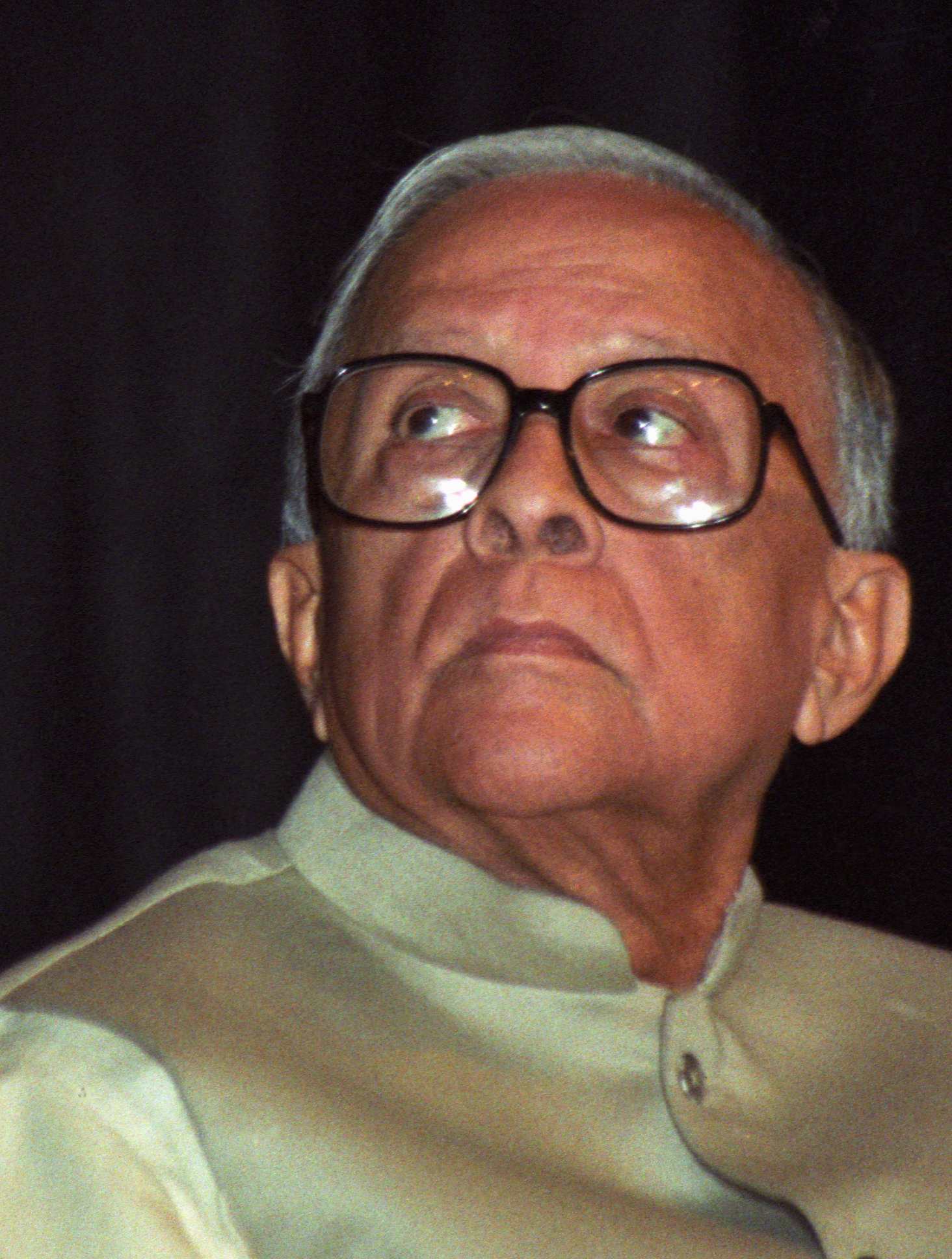
جيوتي باسو من الحزب الشيوعي الهندي (الماركسي) هو ثالث أطول رئيس وزراء في الهند، برئاسته التي بلغت أكثر من 23 عام.

رئيس وزراء ولاية البنغال الغربية الهندية هو رئيس حكومة ولاية البنغال الغربية. يذكر دستور الهند أن الحاكم هو رئيس الولاية لكن تقع السلطة التنفيذية بحكم الأمر الواقع على عاتق رئيس الوزراء. عادة ما يدعو الحاكم الحزب (أو الائتلاف) الحاصل على أغلبية المقاعد في جمعية البنغال الغربية التشريعية لتشكيل الحكومة. يعين الحاكم رئيس الوزراء، ويكون مجلس وزرائه مسؤولاً بشكل أمام الجمعية التشريعية. مدة ولاية رئيس الوزراء خمس سنوات قابلة للتجديد بدون قيود لعدد الفترات.
قسمت مقاطعة البنغال الهندية البريطانية إلى مقاطعة البنغال الشرقية في باكستان وولاية البنغال الغربية في الهند في 17 أغسطس 1947. تولى ولاية البنغال الغربية سبعة رؤساء وزراء المنصب منذ تأسس الولاية، بدءًا من برافولا شاندرا غوش من حزب المؤتمر الوطني الهندي. أصبح الدكتور بيدهان شاندرا روي أول رئيس وزراء رسمي للولاية بعد إقرار الدستور الهندي في عام 1950. تلا ذلك فترة من عدم الاستقرار السياسي، حيث شهدت الولاية ثلاث انتخابات وأربع حكومات ائتلافية وثلاث فترات من حكم الرئيس بين عامي 1967 و1972، قبل أن يتولى سيدهارتا شانكار راي من المؤتمر الوطني الهندي مهامه لمدة خمس سنوات.

بدأ عهد الجبهة اليسارية بقيادة الحزب الشيوعي الهندي (الماركسي) بفوز ساحق في انتخابات 1977 فحكم جيوتي باسو الولاية لمدة 23 وهو رقم قياسي في الهند وقتها حتى تجاوزه باوان كومار شاملينج من سيكيم في عام 2018. واصل خليفته بوذاديب بهاتاشاريا الحكم الشيوعي في الولاية لعقد آخر حتى هزم مؤتمر ترينامول لعموم الهند الجبهة اليسارية في انتخابات 2011 فانتهى حكم الجبهة اليسارية الذي دام 34 عامًا وهو حدث لاحظته وسائل الإعلام الدولية. أدت ماماتا بانيرجي، زعيمة مؤتمر ترينامول، اليمين الدستورية كرئيسة وزراء ولاية البنغال الغربية الحالية في 20 مايو 2011، وهي أول امرأة تشغل هذا المنصب. انتخبت مرة أخرى في انتخابات الجمعية الوطنية لعامي 2016 و2021، وهي المرأة الوحيدة التي تشغل منصب رئيس الوزراء في الهند حاليًا (حتى عام 2024).

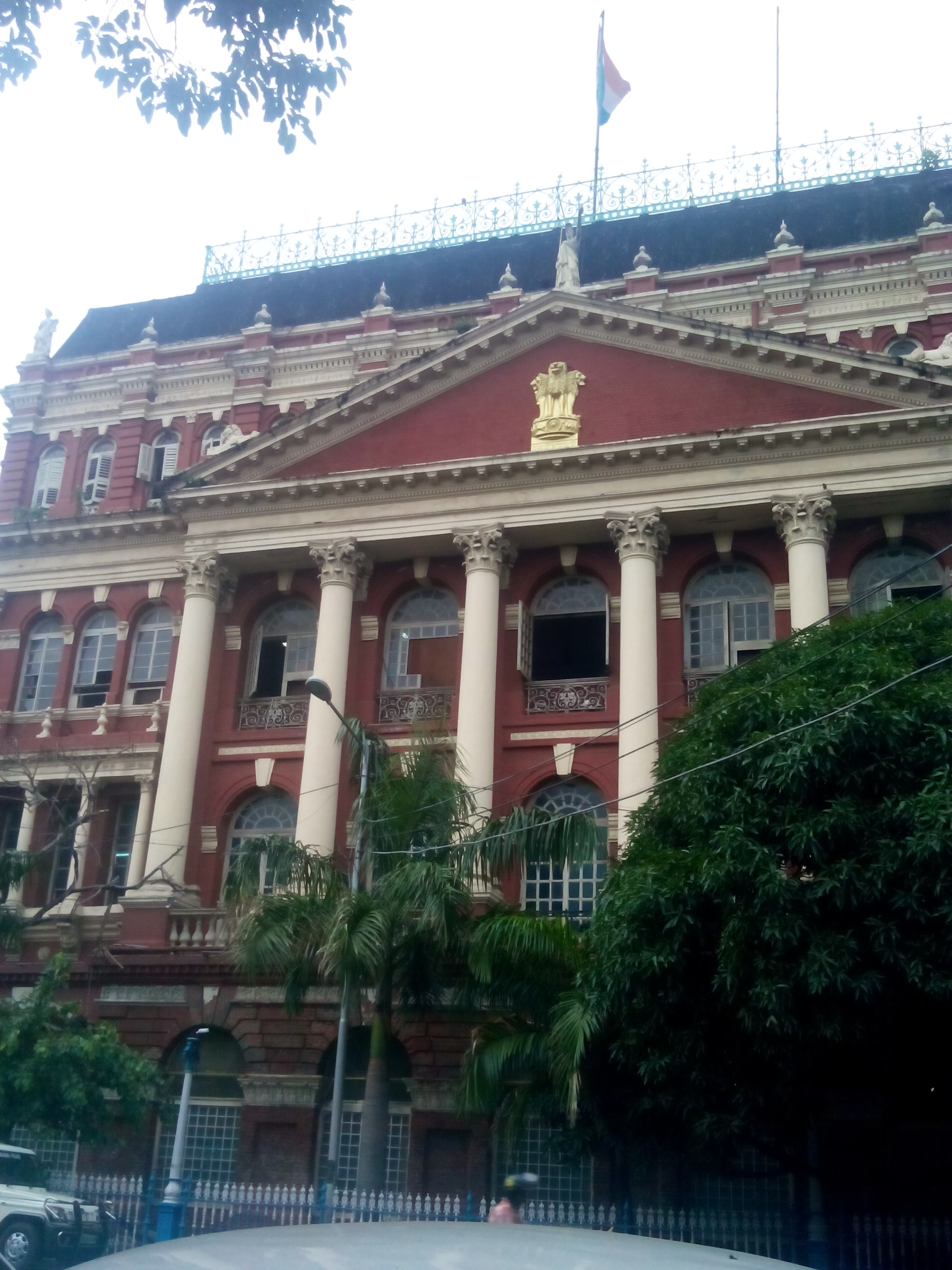
مبنى مكتب رئيس الوزراء هو مبنى من عصر الشركة في القرن 18 في كلكتا، وهو المكتب التقليدي لرئيس وزراء ولاية البنغال الغربية.

## رؤساء وزراء البنغال الغربية (1947–50)
| No. | الصورة                          | الاسم                  | الفترة        | الفترة        | المدة           | الجمعية (الانتخابات)                          | الحزب                 | الحزب | الحاكم              |
| --- | ------------------------------- | ---------------------- | ------------- | ------------- | --------------- | --------------------------------------------- | --------------------- | ----- | ------------------- |
| 1   | photo of Prafulla Chandra Ghosh | Prafulla Chandra Ghosh | 15 أغسطس 1947 | 22 يناير 1948 | 160 يوم         | مجلس المقاطعة (1946–52) (انتخابات يناير 1946) | المؤتمر الوطني الهندي |       | سي. راجاغوبالاتشاري |
| 2   |                                 | Bidhan Chandra Roy     | 23 يناير 1948 | 26 يناير 1950 | 2 سنوات و3 أيام | مجلس المقاطعة (1946–52) (انتخابات يناير 1946) | المؤتمر الوطني الهندي |       | سي. راجاغوبالاتشاري |

## رؤساء وزراء البنغال الغربية (1950–الآن)
| No  | الصورة                          | الاسم                  | الدائرة الانتخابية | الفترة         | الفترة         | المدة                                           | الجمعية (الانتخابات) | الحزب (التحالف)                                    | الحزب (التحالف) |
| --- | ------------------------------- | ---------------------- | ------------------ | -------------- | -------------- | ----------------------------------------------- | -------------------- | -------------------------------------------------- | --------------- |
| (2) |                                 | Bidhan Chandra Roy     |                    | 26 يناير 1950  | 30 مارس 1952   | 12 سنوات و156 أيام (المجموع: 14 سنوات، 159 يوم) | مجلس المقاطعة (1946) | المؤتمر الوطني الهندي                              |                 |
| (2) | Bowbazar                        | Bidhan Chandra Roy     | 31 مارس 1952       | 5 أبريل 1957   | 1 (1952)       | 12 سنوات و156 أيام (المجموع: 14 سنوات، 159 يوم) |                      | المؤتمر الوطني الهندي                              |                 |
| (2) | Bowbazar                        | Bidhan Chandra Roy     | 6 أبريل 1957       | 2 أبريل 1962   | 2 (1957)       | 12 سنوات و156 أيام (المجموع: 14 سنوات، 159 يوم) |                      | المؤتمر الوطني الهندي                              |                 |
| (2) | Chowrangee                      | Bidhan Chandra Roy     | 3 أبريل 1962       | 1 يوليو 1962   | 3 (1962)       | 12 سنوات و156 أيام (المجموع: 14 سنوات، 159 يوم) |                      | المؤتمر الوطني الهندي                              |                 |
| 2   |                                 | Prafulla Chandra Sen   | Arambagh East      | 9 يوليو 1962   | 3 (1962)       | 28 فبراير 1967                                  | 4 سنوات و234 أيام    | المؤتمر الوطني الهندي                              |                 |
| 3   |                                 | Ajoy Kumar Mukherjee   | Tamluk             | 1 مارس 1967    | 21 نوفمبر 1967 | 265 يوم                                         | 4 (1967)             | Bangla Congress (United Front)                     |                 |
| (1) | photo of Prafulla Chandra Ghosh | Prafulla Chandra Ghosh | Jhargram           | 21 نوفمبر 1967 | 19 فبراير 1968 | 90 يوم (-: 250 يوم)                             | 4 (1967)             | مستقل (الجبهة الديمقراطية التقدمية)                |                 |
| –   |                                 | شاغر (الحكم الرئاسي ‏)  | -                  | 20 فبراير 1968 | 25 فبراير 1969 | 1 سنة و5 أيام                                   | حلت الجمعية          | -                                                  |                 |
| (3) |                                 | Ajoy Kumar Mukherjee   | Tamluk             | 25 فبراير 1969 | 16 مارس 1970   | 1 سنة و19 أيام                                  | 5 (1969)             | Bangla Congress (United Front)                     |                 |
| –   |                                 | شاغر (الحكم الرئاسي ‏)  | -                  | 19 مارس 1970   | 30 يوليو 1970  | 1 سنة و14 أيام                                  | 5 (1969)             | -                                                  |                 |
| –   | 30 يوليو 1970                   | شاغر (الحكم الرئاسي ‏)  | -                  | 2 أبريل 1971   | حلت الجمعية    | 1 سنة و14 أيام                                  |                      | -                                                  |                 |
| (3) |                                 | Ajoy Kumar Mukherjee   | Tamluk             | 2 أبريل 1971   | 28 يونيو 1971  | 87 يوم (المجموع: سنتان، 6 أيام)                 | 6 (1971)             | المؤتمر الوطني الهندي (التحالف الديمقراطي)         |                 |
| –   |                                 | شاغر (الحكم الرئاسي ‏)  | -                  | 29 يونيو 1971  | 20 مارس 1972   | 265 يوم                                         | حلت الجمعية          | -                                                  |                 |
| 4   |                                 | Siddhartha Shankar Ray | Maldah             | 20 مارس 1972   | 30 أبريل 1977  | 5 سنوات و41 أيام                                | 7 (1972)             | المؤتمر الوطني الهندي (التحالف الديمقراطي التقدمي) |                 |
| –   |                                 | شاغر (الحكم الرئاسي ‏)  | -                  | 30 أبريل 1977  | 20 يونيو 1977  | 51 يوم                                          | حلت الجمعية          | -                                                  |                 |
| 5   |                                 | جيوتي باسم             | Satgachhia         | 21 يونيو 1977  | 23 مايو 1982   | 23 سنوات و137 أيام                              | 8 (1977)             | الحزب الشيوعي الهندي (الماركسي) (Left Front)       |                 |
| 5   | 24 مايو 1982                    | جيوتي باسم             | Satgachhia         | 29 مارس 1987   | 9 (1982)       | 23 سنوات و137 أيام                              |                      | الحزب الشيوعي الهندي (الماركسي) (Left Front)       |                 |
| 5   | 30 مارس 1987                    | جيوتي باسم             | Satgachhia         | 18 يونيو 1991  | 10 (1987)      | 23 سنوات و137 أيام                              |                      | الحزب الشيوعي الهندي (الماركسي) (Left Front)       |                 |
| 5   | 19 يونيو 1991                   | جيوتي باسم             | Satgachhia         | 15 مايو 1996   | 11 (1991)      | 23 سنوات و137 أيام                              |                      | الحزب الشيوعي الهندي (الماركسي) (Left Front)       |                 |
| 5   | 16 مايو 1996                    | جيوتي باسم             | Satgachhia         | 5 نوفمبر 2000  | 12 (1996)      | 23 سنوات و137 أيام                              |                      | الحزب الشيوعي الهندي (الماركسي) (Left Front)       |                 |
| 6   |                                 | Buddhadeb Bhattacharya | Jadavpur           | 6 نوفمبر 2000  | 12 (1996)      | 14 مايو 2001                                    | 10 سنوات و188 أيام   | الحزب الشيوعي الهندي (الماركسي) (Left Front)       |                 |
| 6   | 15 مايو 2001                    | Buddhadeb Bhattacharya | Jadavpur           | 17 مايو 2006   | 13 (2001)      |                                                 | 10 سنوات و188 أيام   | الحزب الشيوعي الهندي (الماركسي) (Left Front)       |                 |
| 6   | 18 مايو 2006                    | Buddhadeb Bhattacharya | Jadavpur           | 13 مايو 2011   | 14 (2006)      |                                                 | 10 سنوات و188 أيام   | الحزب الشيوعي الهندي (الماركسي) (Left Front)       |                 |
| 7   |                                 | ماماتا بانيرجي         | Bhabanipur         | 20 مايو 2011   | 25 مايو 2016   | 14 سنوات و63 أيام                               | 15 (2011)            | مؤتمر ترينامول لعموم الهند                         |                 |
| 7   | 26 مايو 2016                    | ماماتا بانيرجي         | Bhabanipur         | 4 مايو 2021    | 16 (2016)      | 14 سنوات و63 أيام                               |                      | مؤتمر ترينامول لعموم الهند                         |                 |
| 7   | 5 مايو 2021                     | ماماتا بانيرجي         | Bhabanipur         | في المنصب      | 17 (2021)      | 14 سنوات و63 أيام                               |                      | مؤتمر ترينامول لعموم الهند                         |                 |

## الملاحظات
1. ↑  عملت رئيسة الوزراء بانيرجي من الطابق العلوي من مبنى نابانا الذي شيد حديثا في هاورا منذ أكتوبر 2013، حيث يجدد مكتب رئيس الوزراء الأساسي.[2]
2. ↑  يشير هذا إلى المجلس التشريعي المكون من 90 عضوا الذي ظهر بعد التقسيم، ويمثل الدوائر الانتخابية في ولاية البنغال الغربية في الجمعية التشريعية البنغالية السابقة. شكل بموجب قانون حكومة الهند لعام 1935، وليس الدستور الهندي الذي كان يُصاغ وقتها.[5]
3. ↑  حُصل على الفترات بالأساس من القائمة الموجودة على موقع الجمعية التشريعية لولاية البنغال الغربية،[7] صُححت الأخطاء الواضحة (بشكل رئيسي حول الفترة 1969-71) بمساعدة مقال تاريخي من نفس الموقع.[5]
4. ↑  لم يمقل روسي أي دائرة انتخابية حتى مارس 1952. لكن مثل روي دائرة تشورينغي الانتخابية خلال الأشهر الثلاثة الأخيرة له في منصبه وقت الجمعية الثالثة.
5. ↑  استمر مجلس المقاطعة كجمعية تشريعية لولاية البنغال الغربية  بعد إقرار الدستور حتى جرت الانتخابات الجديدة في عام 1952.[5]
6. ↑  ذكرت بعض المصادر أن سين كان أيضا رئيس وزراء مؤقت خلال الفترة من 2 إلى 8 يوليو 1962.[9]
7. 1 2 3 4  قد يُفرض حكم الرئيس عندما "تعجز الحكومة في الولاية عن العمل وفقًا للدستور"، وهذا يحدث غالبًا بسبب عدم وجود حزب أو ائتلاف يمتلك الأغلبية في الجمعية. عند سريان حكم الرئيس في ولاية معينة، يتم حل مجلس وزرائها. وبالتالي، يبقى منصب رئيس الوزراء شاغرًا، ويتولى الحاكم الإدارة، الذي يقوم بدوره نيابة عن الحكومة المركزية. وأحيانًا، قد تُحل الجمعية التشريعية كذلك.[10]
8. ↑  ترأست ماماتا بانيرجي حكومة ائتلافية ضمت وزراء من ترينامول والمؤتمر الوطني الهندي في ال 16 شهر الأولى. استقال أعضاء المؤتمر الوطني الهندي من وزارتها  بعد أن ترك حزب ترينامول التحالف التقدمي المتحد في 22 سبتمبر 2012، تألفت الحكومة منذ ذلك بأعضاء حزب ترينامول.[11]

## للاستزادة
- "Left Front Government of Bengal: A Saga of Struggle نسخة محفوظة 27 يوليو 2018 على موقع واي باك مشين." – a political history of West Bengal from e CPI(M)'s point of view